# Carcelia shibuyai
Carcelia shibuyai är en tvåvingeart som först beskrevs av Hiroshi Shima 1968.  Carcelia shibuyai ingår i släktet Carcelia och familjen parasitflugor. Inga underarter finns listade i Catalogue of Life.